# GD 이스토릴 프라이아
흔히 이스토릴(Estoril)로 알려진 그루푸 데스포르티부 이스토릴 프라이아 (Grupo Desportivo Estoril Praia)는 포르투갈 리스보아현 카스카이스의 이스토릴을 연고로 하는 스포츠 클럽이다. 클럽은 1939년 5월 17일에 설립되었으며 8,000명을 수용할 수 있는 이스타디우 안토니우 코임브라 다 모타 경기장을 사용하고 있다. 클럽은 축구와 풋살, 농구 부서를 갖고 있다.

## 유럽 대회 성적
| 시즌    | 대회            | 라운드     | 상대            | 홈  | 원정 | 합계 |
| ------- | --------------- | ---------- | --------------- | --- | ---- | ---- |
| 2013-14 | UEFA 유로파리그 | 3차 예선   | 하포엘 라마트간 | 0-0 | 1-0  | 1-0  |
| 2013-14 | UEFA 유로파리그 | 플레이오프 | 파싱            | 2-0 | 2-1  | 4-1  |
| 2013-14 | UEFA 유로파리그 | H조        | 세비야          | -   | -    |      |
| 2013-14 | UEFA 유로파리그 | H조        | 프라이부르크    | -   | -    |      |
| 2013-14 | UEFA 유로파리그 | H조        | 슬로반 리베레츠 | -   | -    |      |

## 선수 명단

### 현역
참고: FIFA 자격 규정에 따라 소속된 국가대표팀 국기를 표시합니다. 선수는 복수의 FIFA 비회원국 국적을 가지고 있을 수 있습니다.
| 번호 | 포지션 | 국적       | 이름                |
| ---- | ------ | ---------- | ------------------- |
| 5    | DF     |            | 엘리아킴 망갈라     |
| 7    | MF     |            | 비니시우스 자노셀로 |
| 8    | MF     |            | 미셸 코스타 다 실바 |
| 9    | FW     | 베네수엘라 | 알레한드로 마르케스 |
| 10   | MF     | 스코틀랜드 | 조던 홀스그로브     |
| 20   | DF     | 카보베르데 | 와그너 피나         |

| 번호 | 포지션 | 국적 | 이름          |
| ---- | ------ | ---- | ------------- |
| 71   | DF     |      | 볼네이 펠테스 |

## 역대 감독
| 감독            | 임기        |
| --------------- | ----------- |
| 헤르츠카 리포   | 1946 ~ 1947 |
| 페르난두 산투스 | 1988 ~ 1994 |
| 조제 모라이스   | 2001 ~ 2002 |
| 마르쿠 실바     | 2011 ~ 2014 |